# Йоанис Главинас
Йоанис (Янис) Атанасиу Главинас (на гръцки: Ιωάννης, Γιάννης Αθανασίου Γλαβίνας) е гръцки юрист и политик, депутат от ПАСОК.

## Биография
Главинас е роден в солунската паланка Сухо (на гръцки Сохос), Гърция в 1938 година. Учи в Педагогическия институт и право в Аристотелевия университет в Солун. Избран е за кмет на дем Сухо, до установяването на хунтата. След падането на диктаторския режим е избран на общинските избори през 1975 г. и 1978 година. На парламентарните избори в 1981 година е избран от Втори солунски район за депутат от ПАСОК. В 1985 година заменя Йоргос Салангудис от Нова демокрация, когато той губи парламентарния си мандат. Избиран е на изборите през юни и ноември 1989, април 1990 и октомври 1993 година. Женен е и има една дъщеря. Умира в 2012 година и е погребан в църквата „Свети Георги“ в Сухо.